# Capilla Cerasi
La capilla Cerasi o capilla de la Asunción (en italiano: cappella Cerasi, cappella dell'Assunta) es una de las capillas laterales del transepto izquierdo de la Basílica de Santa María del Popolo en Roma. Contiene importantes pinturas de Michelangelo Merisi da Caravaggio y Annibale Carracci, dos de los más importantes maestros del arte barroco italiano, que datan de 1600-1601

## Historia

### Precursora: Capilla Foscari
Antes del edificio actual, otra capilla funeraria situada en el mismo lugar estaba dedicada a la Virgen María. Fue construida por Pietro Foscari, cardenal de Venecia. Johannes Burchard señala en su diario que el cardenal murió el 11 de agosto de 1485. "Su cuerpo fue trasladado a la ciudad, y entregado para su entierro en una capilla de la iglesia de Santa Maria del Popolo, que él mismo había construido", afirma Burchard. Esta construcción está obviamente relacionada con la reconstrucción general de la basílica por el Papa Sixto IV, que comenzó en 1472. El cardenal de Venecia era una persona influyente en la corte romana y en la política italiana. Parece obvio que se construyera a sí mismo una capilla en la iglesia favorita del Papa en una posición muy destacada en el transepto izquierdo. La construcción podría haber comenzado en 1476.
La capilla estaba cubierta por una bóveda de cañón con una profundidad igual a la del arco del siglo XV de la capilla papal. Según el testamento del mecenas, el sarcófago, que debía acoger sus restos, se colocó en el centro del edificio. Debido a su particular ubicación y visibilidad, el sarcófago estaba decorado por los cuatro costados. Esta disposición era notablemente diferente de las tumbas murales de tipo florentino de la basílica. Probablemente se inspiró en la tumba del papa Sixto IV de Pollaiolo o, más aún, en otras obras escultóricas del siglo XV en la ciudad de Siena. Este monumento sepulcral es el único vestigio que queda de la capilla demolida. Ahora se encuentra en la capilla de la Costa, en la nave derecha.
El yacente de bronce se atribuye a un escultor sienés, Giovanni di Stefano, seguidor de Vecchietta, que recibió el encargo de los herederos del cardenal Pietro Foscari y utilizó una máscara funeraria para el modelado del rostro.

### Capilla de Tiberio Cerasi

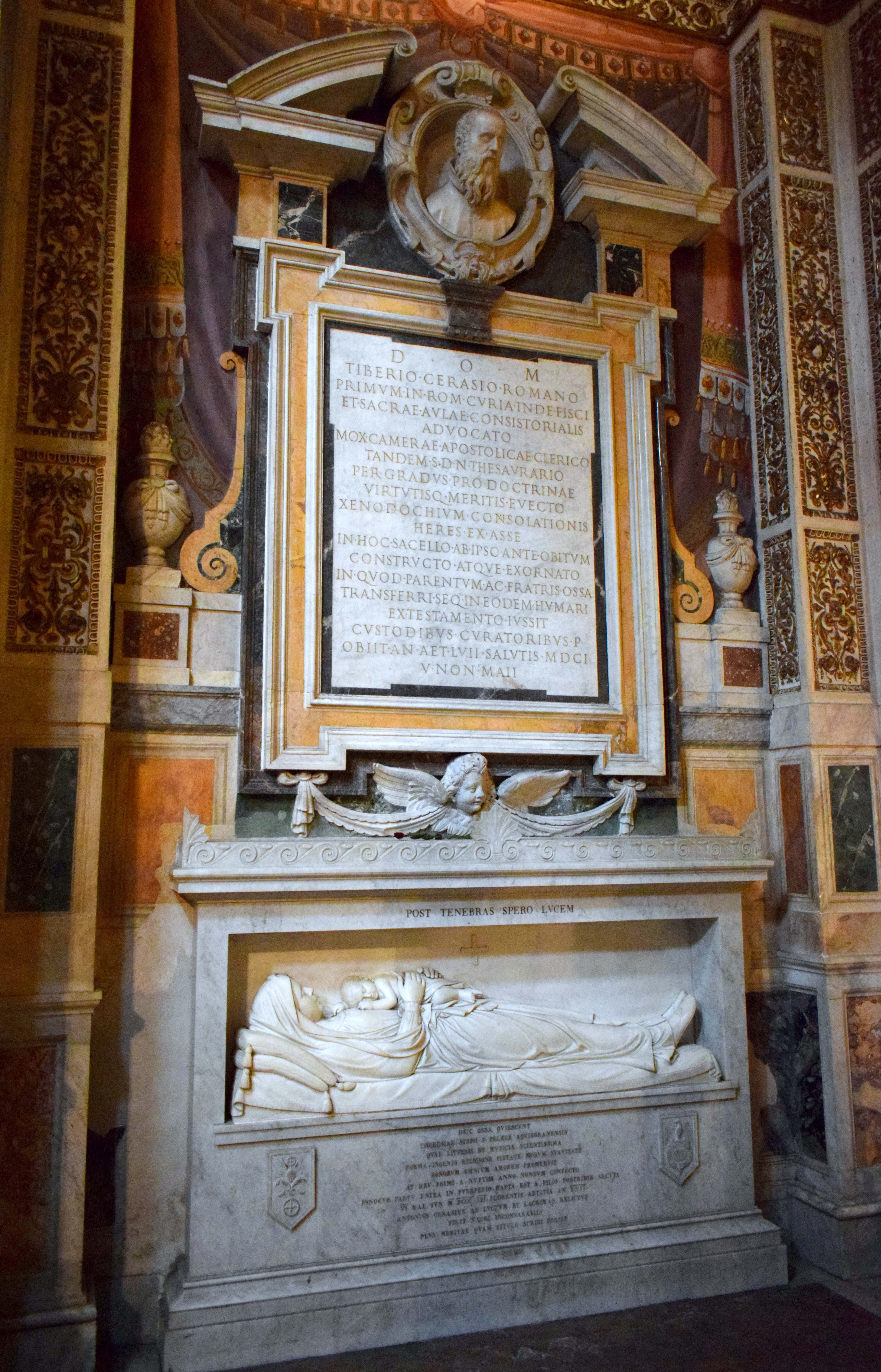
El monumento funerario de Tiberio Cerasi.

Los derechos de patronazgo de la capilla fueron adquiridos el 8 de julio de 1600 por Monseñor Tiberio Cerasi, Tesorero General del Papa Clemente VIII . Compró la capilla a los frailes agustinos con la opción de reconstruirla y adornarla "de la manera y la forma" que él quisiera. El edificio fue reconfigurado por Carlo Maderno, a quien se menciona como arquitecto de la capilla aún inacabada en el codicilo del 2 de mayo de 1601 del testamento de Cerasi.
En septiembre, Cerasi contrató a Caravaggio para pintar dos paneles para las paredes laterales; no se conserva el contrato con Annibale Caracci para el retablo. Los encargos fueron para los principales artistas de Roma en ese momento. Caracci pintó La Asunción de María, mientras que Caravaggio representó la Conversión de San Pablo y la Crucifixión de San Pedro en las paredes laterales. La elección de Cerasi de la Asunción para el altar parece bastante sencilla, mientras que las otras dos pinturas honraron a los Apóstoles fundamentales para la fundación de la Iglesia Católica, así como temas populares de la Contrarreforma de conversión y martirio. Ya existía el precedente de esta yuxtaposición en la Cappella Paolina del Palacio Apostólico de Miguel Ángel . San Pedro y Pablo también eran los patrones de Roma y tenían una fuerte conexión con el papado. Debido a que Tiberio Cerasi no pertenecía a las filas de la aristocracia romana e hizo su carrera y fortuna en la Curia romana, era importante destacar su proximidad al poder papal y a la Iglesia de Roma.
Las primeras versiones de los cuadros de Caravaggio fueron rechazadas por el mecenas y entonces Caravaggio pintó dos lienzos en lugar de los paneles de ciprés como se había estipulado anteriormente. La historia del rechazo de las primeras versiones fue recogida por Giovanni Baglione en su Vida de Caravaggio de 1642
Tiberio Cerasi murió el 3 de mayo de 1601 y fue enterrado en la capilla. En su testamento nombró heredero al Hospital de la Madonna della Consolazione con la responsabilidad de completar la capilla inacabada. El retablo de Annibale probablemente ya estaba terminado en ese momento, mientras que Caravaggio recibió el pago por su trabajo el 10 de noviembre de 1601. Las pinturas fueron instaladas finalmente en la capilla por un carpintero llamado Bartolomeo en mayo de 1605, y la capilla fue consagrada el 11 de noviembre de 1606
La capilla fue adquirida por un descendiente de la familia, Antonio Cerasi, conde de Monterado en 1853, quien posteriormente la restauró.

## Descripción

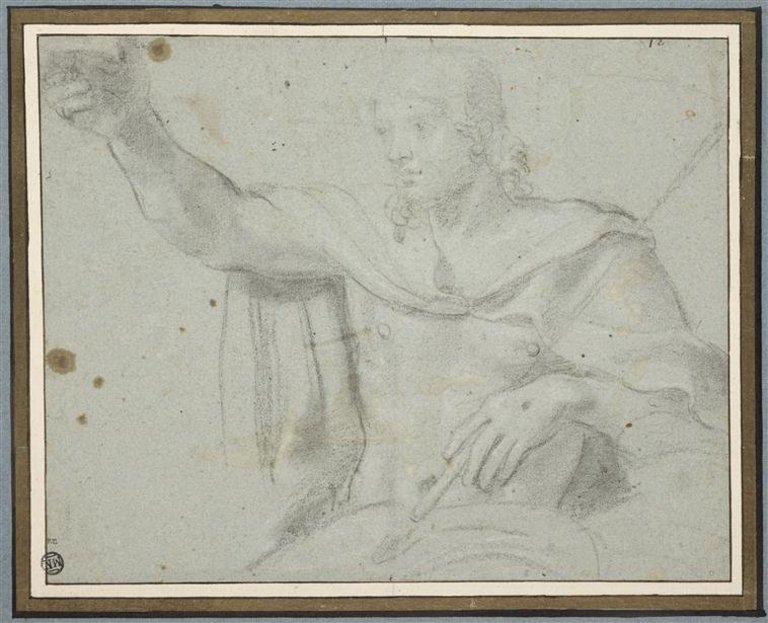
Estudio preparatorio para la Coronación de la Virgen en la bóveda.

La capilla, de forma oblonga, consta de una antesala con bóveda de crucería y un presbiterio más estrecho, con bóveda de cañón, donde se encuentra el altar. El espacio está iluminado tenuemente por la luz que entra por una ventana en forma de luneta en la pared del fondo. La entrada arqueada está cerrada por una balaustrada de mármol de colores. El punto central de la arquitectura es el altar. Está construido en mármol blanco y colorido en forma de edículo, adornado con dos grandes columnas corintias, dos semipilastras y un frontón roto. El escudo de los Cerasi está representado en el centro de la vidriera. Desde el exterior, la capilla es invisible porque está rodeada por las partes vecinas de la basílica y por un estrecho patio amurallado. El arquitecto aprovechó hábilmente el escaso espacio que quedaba entre el presbiterio (a la derecha) y la capilla Theodoli del siglo XVI (a la izquierda), y creó la impresión de "una iglesia de cruz latina en miniatura, con crucero, cúpula y coro. La nave [...] se nutre del movimiento del visitante, de su sentido de la orientación y del enfoque".

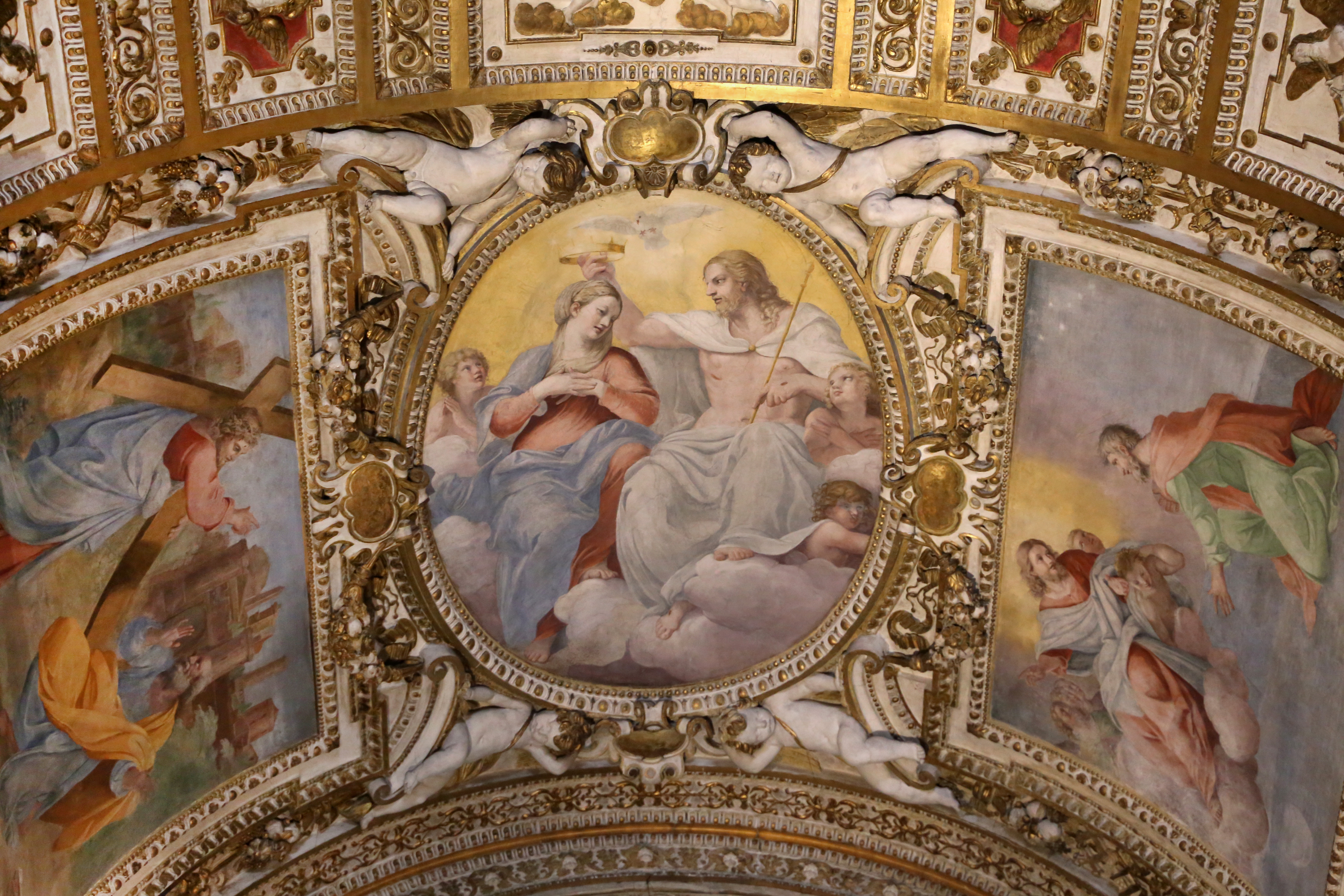
Coronación de la Virgen y paneles laterales de Innocenzo Tacconi.

Las pinturas de Caravaggio en escorzo, están pensadas para ser vistas de lado y no de frente, y atraen la mirada hacia la Asunción de Carracci, presentada frontalmente, de modo que la capilla está estéticamente unida a pesar de los estilos tan diferentes de ambos artistas. Según Steinberg, la luz de los cuadros de Caravaggio procede del cielo pintado en la bóveda de la antesala, habitado por la paloma del Espíritu Santo. En cambio, Varriano afirma que la "fuente" de la luz parece ser la ventana del claristorio del crucero.
La capilla está decorada en un exuberante estilo barroco. Los frescos de la corta bóveda de cañón del presbiterio representan la Coronación de la Virgen (medallón central) y las visiones de los santos Pedro y Pablo, Domine quo vadis y San Pablo Transportado al Tercer Cielo (paneles laterales), ambos enmarcados en ricos estucos dorados. El marco del medallón central está sostenido por cuatro putti de estuco. Las pinturas fueron realizadas por Innocenzo Tacconi, un hábil ayudante de Annibale Carracci, y al menos la escena de la coronación fue diseñada por el propio Carracci. Así lo demuestra un detallado dibujo preparatorio de la figura de Cristo en casi la misma posición que en el fresco ejecutado que se conserva en el Louvre. Un boceto mucho menos elaborado del encuentro de Cristo y San Pedro delante de una puerta de la ciudad, que fue realizado para el panel Domine quo vadis de Carracci, fue identificado por Hans Tietze en la colección de la Albertina. Baglione identificó el panel de la derecha como Pablo en el Tercer Cielo (mencionado en la Segunda Carta a los Corintios), mientras que otros creen que representa a Cristo ordenando a Pablo que abandone Jerusalén (Hechos 22:17-21) o incluso una síntesis de los dos episodios. El escenario del fresco es celestial, con Cristo rodeado de ángeles y recostado en las nubes. A la derecha está la constelación de la Osa Mayor, quizás una firma oculta de Annibale, jugando con la asonancia de la palabra carro (la constelación también se conoce como Grande Carro en italiano) y su propio apellido, Carracci.
Desde el punto de vista iconográfico, los paneles laterales "se relacionan con las pinturas de Caravaggio en el sentido de que manifiestan la causa divina de lo que pasa por debajo" de ellas. Del mismo modo, la escena de la Coronación se sitúa por encima de la Asunción de Carracci como una continuación directa. La bóveda forma una zona celeste en estrecho contacto con las tres famosas pinturas de abajo. Estas relaciones indican que los artistas trabajaron en un marco compositivo concebido por el mecenas o, más aún, por su amigo y consejero artístico, el marqués Vincenzo Giustiniani. (El hecho de que Caravaggio recibiera 50 escudos como anticipo de Giustiniani, cuando firmó el contrato de los dos cuadros, puede ser una pista de su papel).

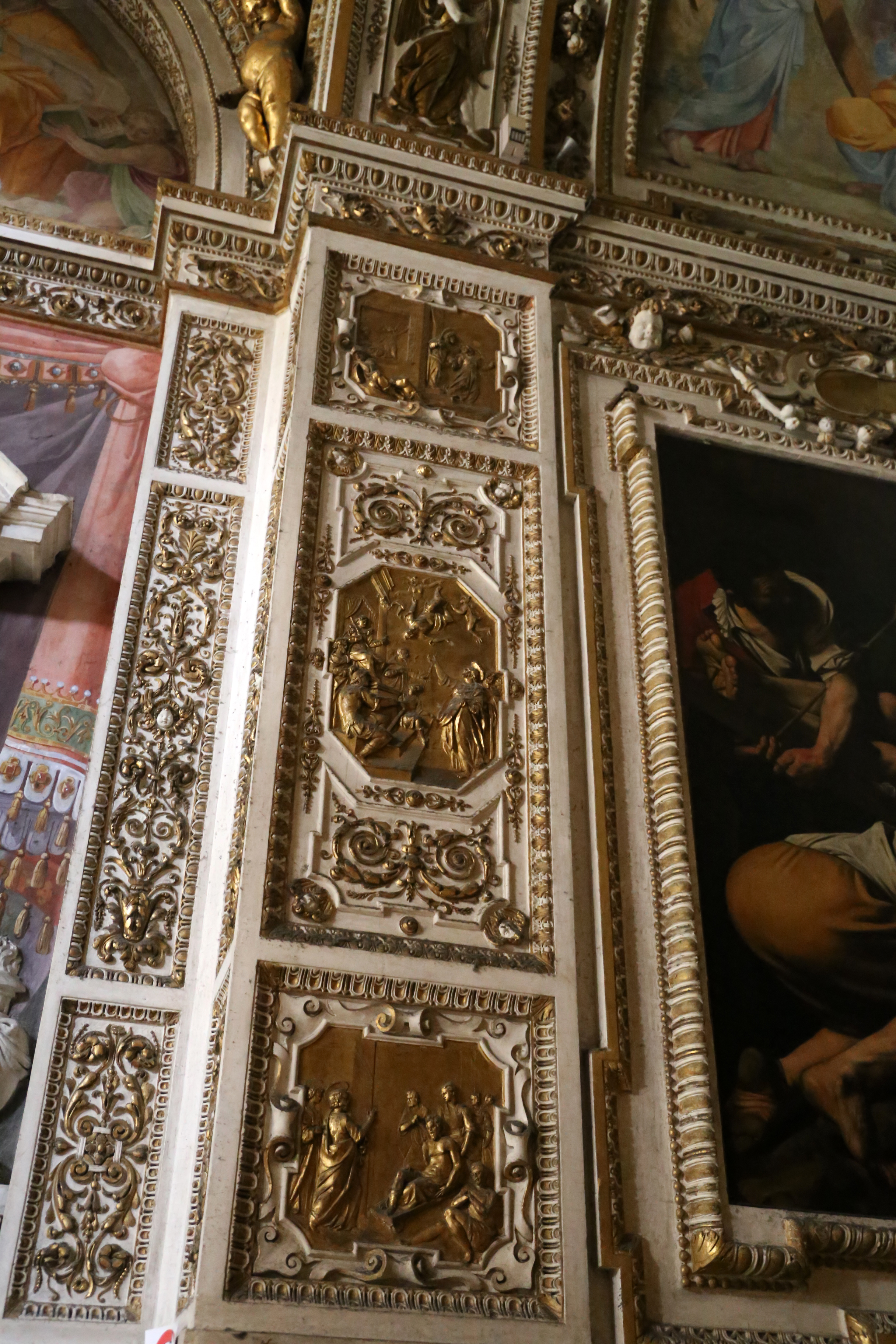
Escenas de la vida de Pedro

El intradós del arco entre el coro y la antesala está decorado con paneles de estuco blanco y dorado con dos putti que sostienen una corona (arriba) y ángeles que tocan el arpa y la flauta (sobre la cornisa). La decoración de estuco de los pilares es similar, pero los paneles figurativos están dorados. Los paneles están directamente relacionados con las pinturas de Caravaggio porque representan episodios de la vida de San Pedro y San Pablo. Los episodios de la vida de Pablo están a la derecha (de arriba abajo): Pablo y Bernabé en Listra rechazando el sacrificio de un toro por el sacerdote de Jove (Hechos 14:8-18); el bautismo de Saulo por Ananías (Hechos 9:10-21) y La lapidación de Esteban (Hechos 7:54-60) que Saulo había presenciado guardando los abrigos de los verdugos. Los episodios de la vida de Pedro están a la izquierda (de arriba abajo): Pedro liberado de la cárcel (Hechos 12:6-11); La caída de Simón Mago (Hechos de Pedro XXXII) y Pedro y Juan curando al tullido (Hechos 3:1-10). La zona inferior de las paredes, hasta una altura de 2,2 m desde el suelo, está recubierta de falso mármol pintado, intercalado con losas de mármol blanco y negro reales. Las demás superficies están decoradas con densos motivos florales en blanco y oro.
Los frescos de la antesala de la capilla representan al Espíritu Santo en el medallón ovalado central y a los Evangelistas con sus símbolos habituales y los putti serviciales sobre un fondo dorado. Los Doctores de la Iglesia (San Agustín y Jerónimo; San Ambrosio y Gregorio Magno) están en los dos lunetos. La forma ovalada se repite en el dibujo del pavimento de terracota. Los frescos de la antesala fueron atribuidos a Giovanni Battista Ricci por Giovanni Baglione en sus Vidas. Esta atribución es generalmente aceptada por los estudiosos modernos. En el Louvre se conservan dos estudios preparatorios para las pinturas de los lunetos. Cuatro putti dorados en las enjutas parecen sostener la bóveda. Como Giovanni Battista Ricci era un artista fiable pero bastante mediocre en comparación con Carracci y Caravaggio, los herederos de Tiberio Cerasi probablemente lo eligieron para completar la capilla inacabada de forma rápida y económica.
En las paredes laterales de la antesala hay monumentos funerarios, uno para Tiberio Cerasi, el fundador de la capilla, a la izquierda, y otro para su padre, Stefano Cerasi (†1575) y su madre, Bartolomea Manardi, a la derecha (†1573). Se trata de los típicos monumentos murales barrocos con los bustos tallados de los difuntos colocados en nichos ovalados, frontones curvados y rotos y largos epitafios. Las cabezas salientes están orientadas hacia el altar. Los monumentos tienen fondos pintados con ricos cortinajes y urnas flamígeras. La tumba propiamente dicha, en la que habían sido enterrados su padre, su madre y su hermano, fue mencionada en el testamento de Tiberio Cerasi en 1598; probablemente se encontraba bajo el suelo del crucero.
La tumba neoclásica del siglo XIX de Teresa Pelzer, joven alemana de Aquisgrán y esposa del conde Antonio Cerasi, fue insertada en el muro bajo el monumento de Tiberio Cerasi. Murió en 1852 a la edad de 27 años al dar a luz y su bebé murió con ella. Su escultura fue realizada por Giuseppe Tenerani, que terminó el monumento en 1857. La inscripción en latín de su tumba dice Post tenebras spero lucem (Después de las tinieblas espero la luz). Teresa Pelzer aparece retratada durmiendo en su cama y sosteniendo a su hijo muerto en el pecho. El benefactor del hospital público de San Giacomo degli Incurabili, Paolo M. Martínez (†1833) fue enterrado bajo el pavimento, pero su monumento se colocó en el pilar exterior izquierdo.

## Galería

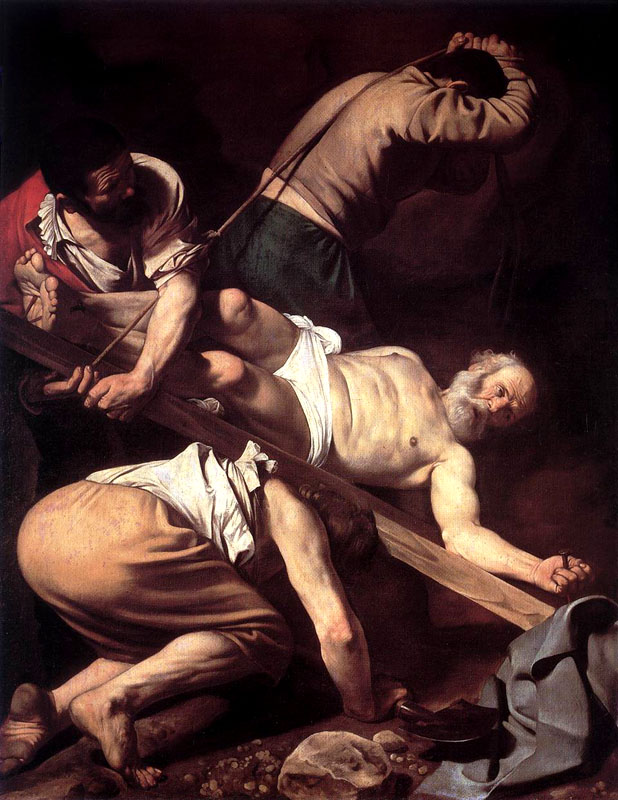
Crucifixión de San Pedro (Caravaggio)
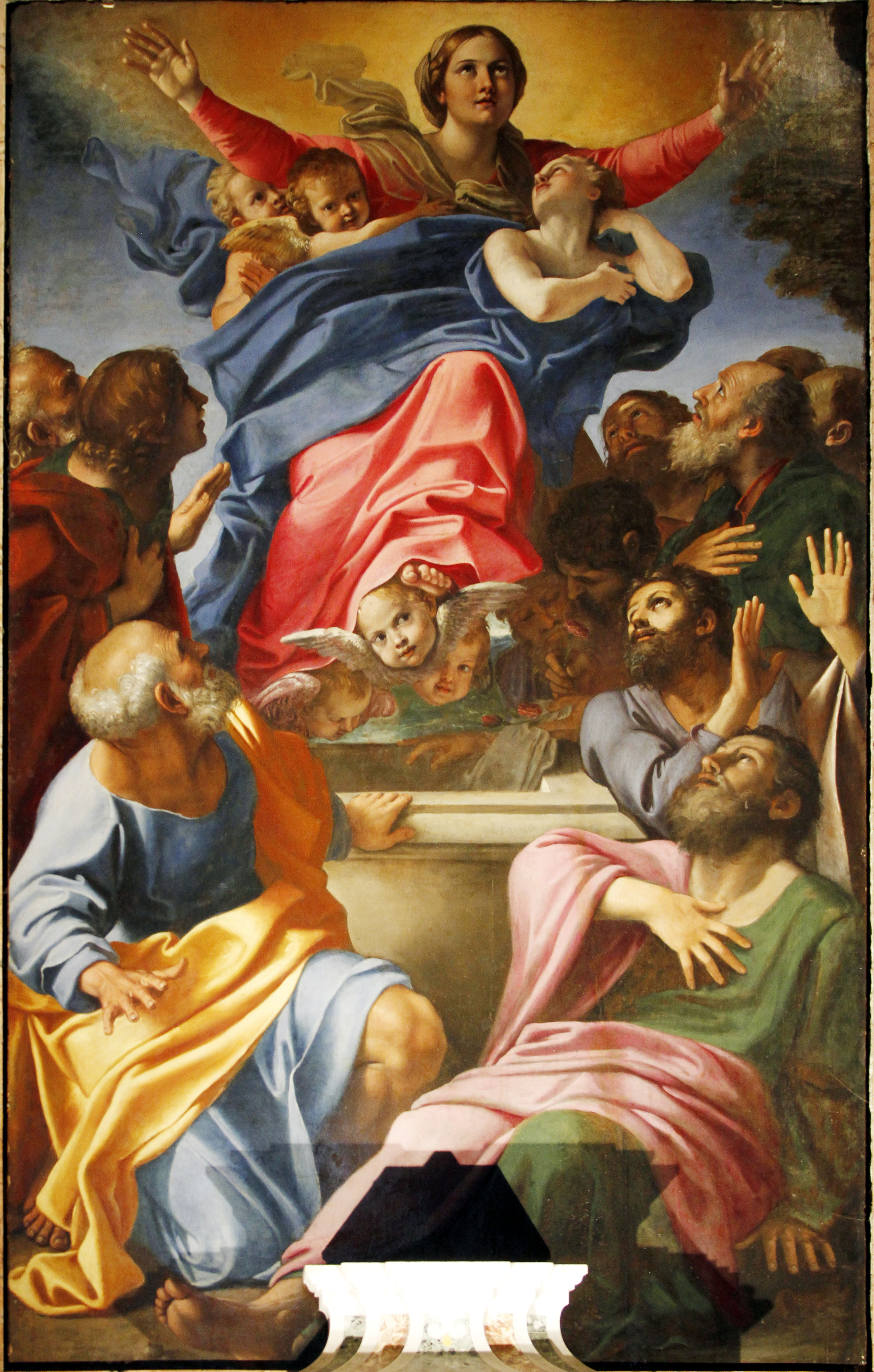
Asunción de la Virgen María (Carracci)
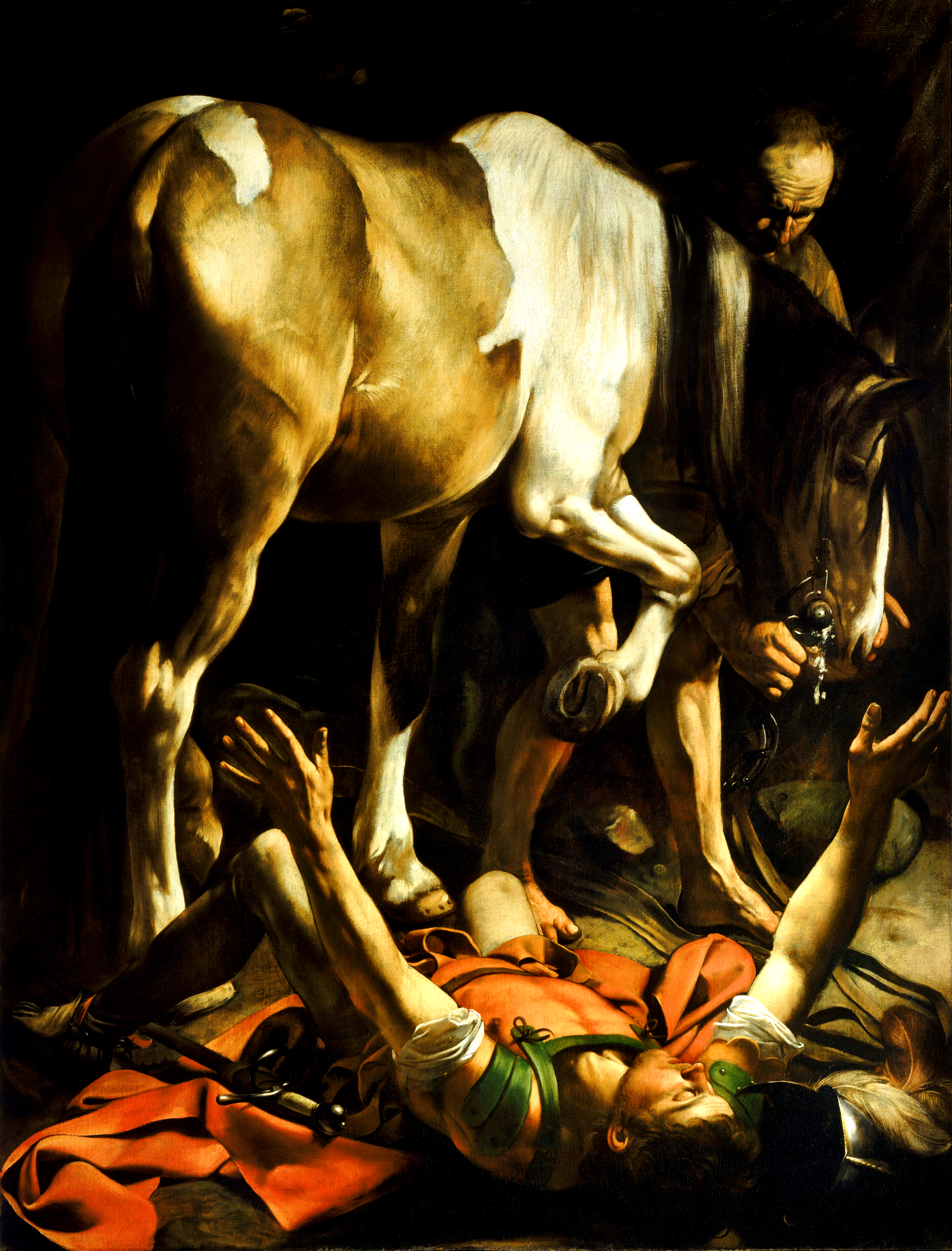
Conversión de San Pablo (Caravaggio)
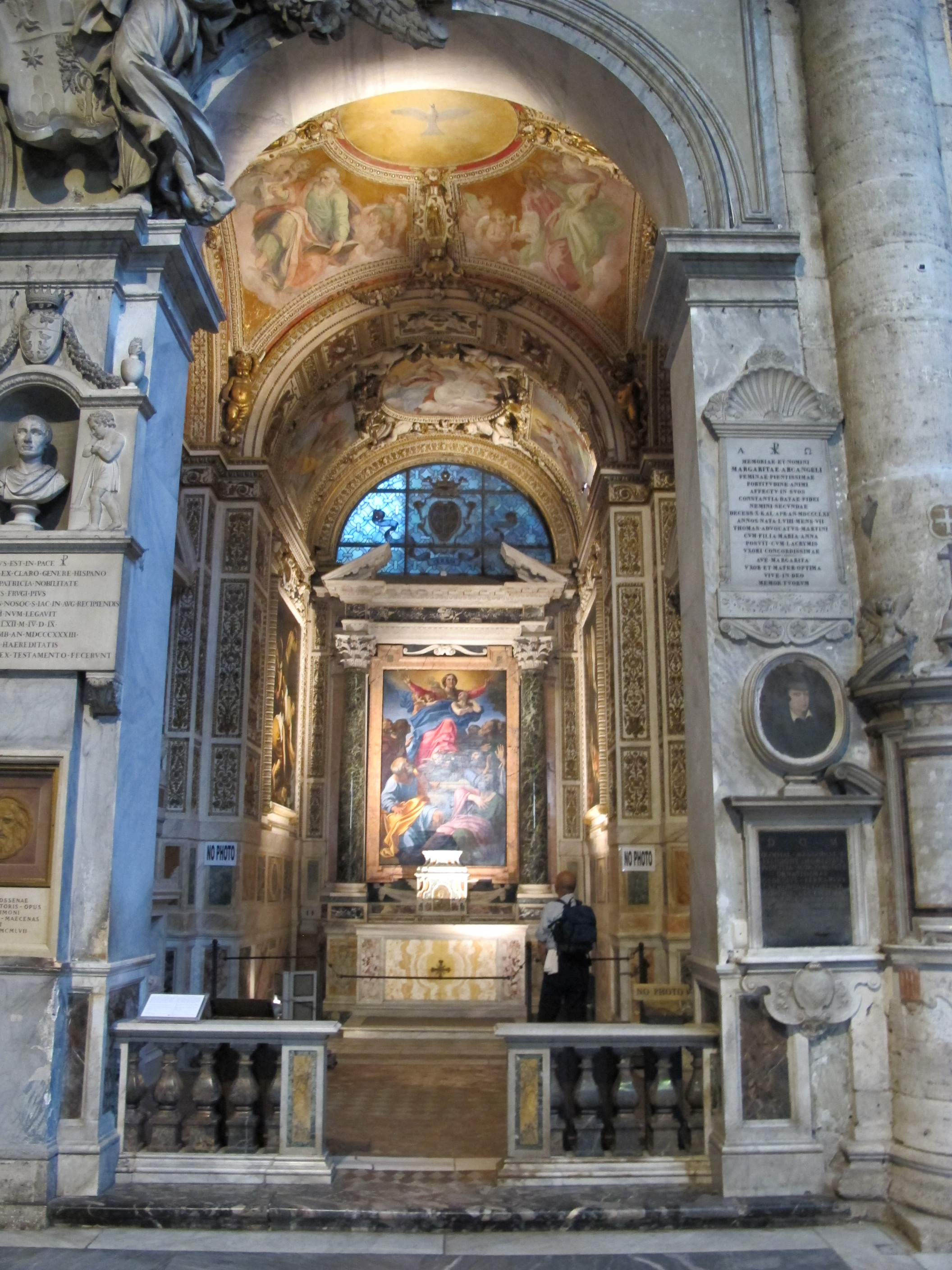
La capilla del crucero
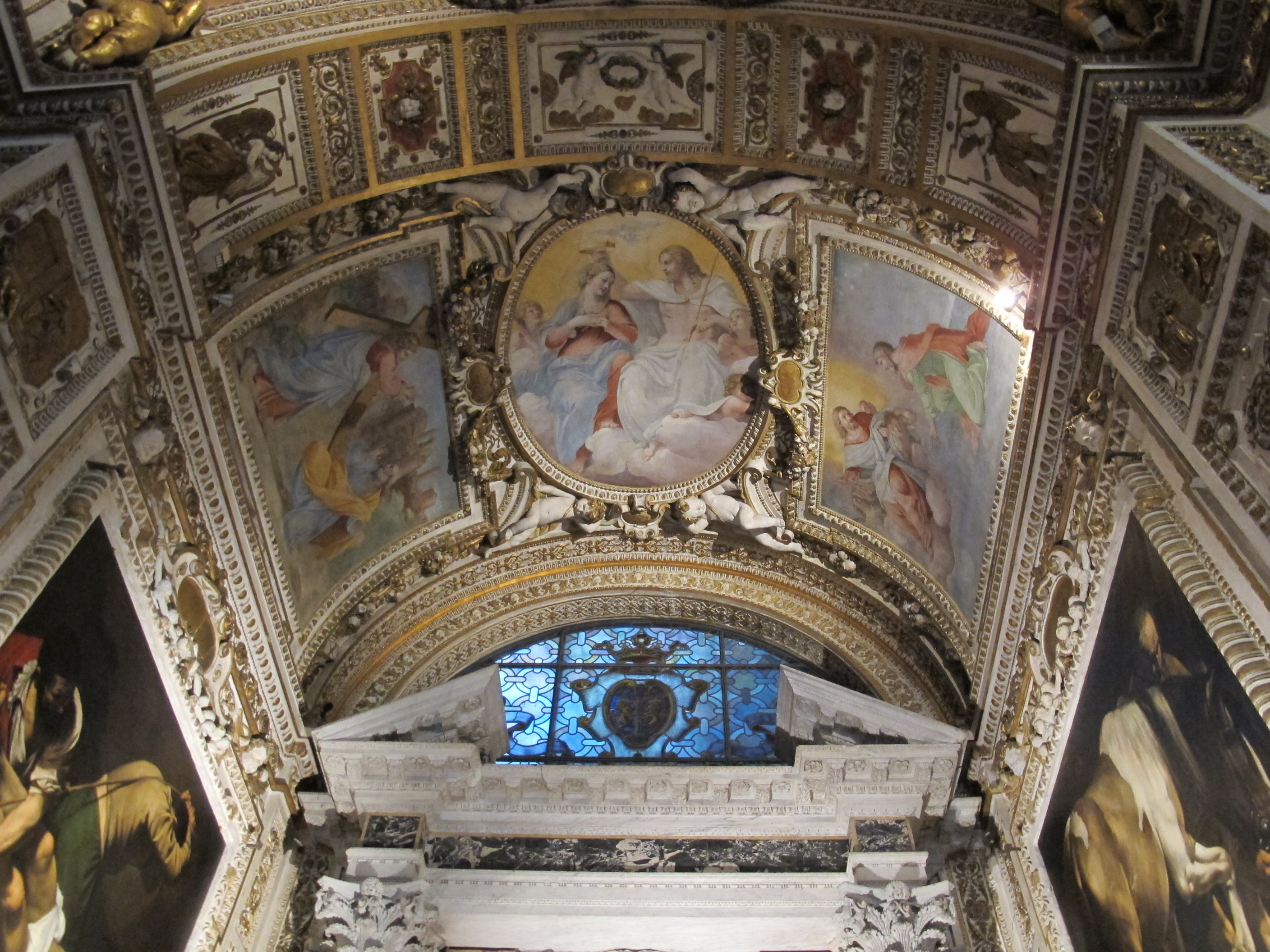
Frescos de Innocenzo Tacconi en la bóveda
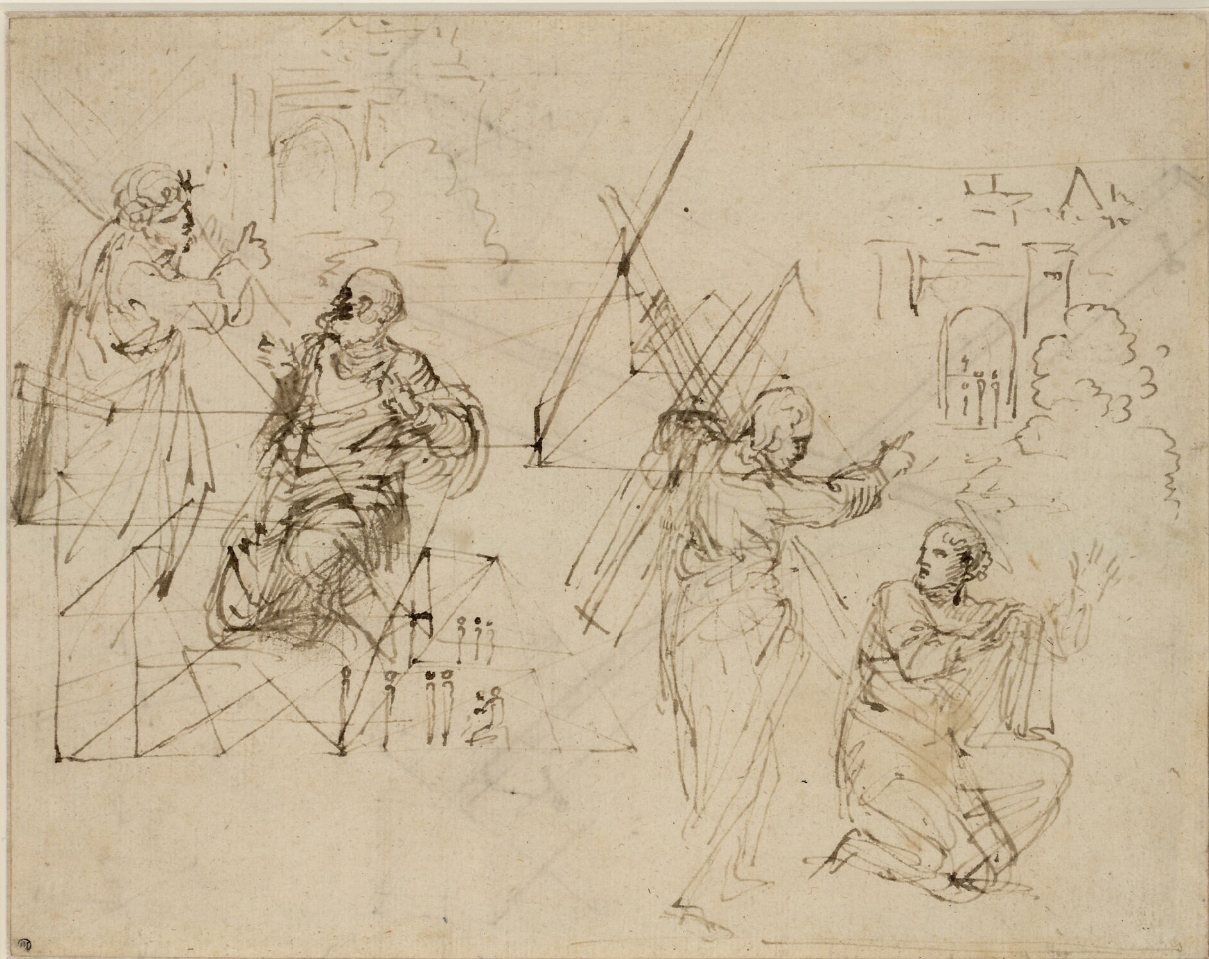
Bocetos para el panel Domine quo vadis
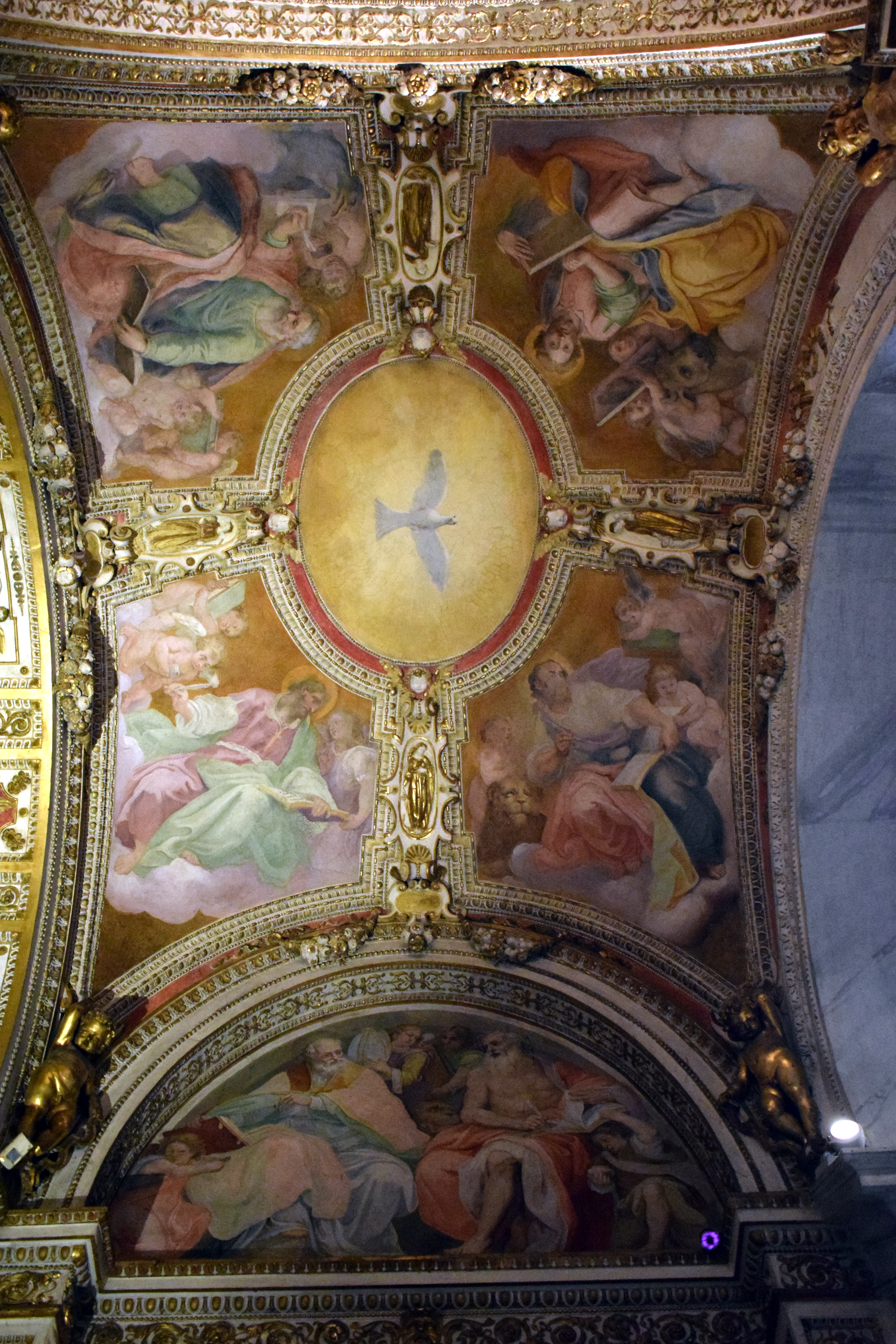
Los frescos de Giovanni Battista Ricci en la antesala: el Espíritu Santo y los evangelistas.
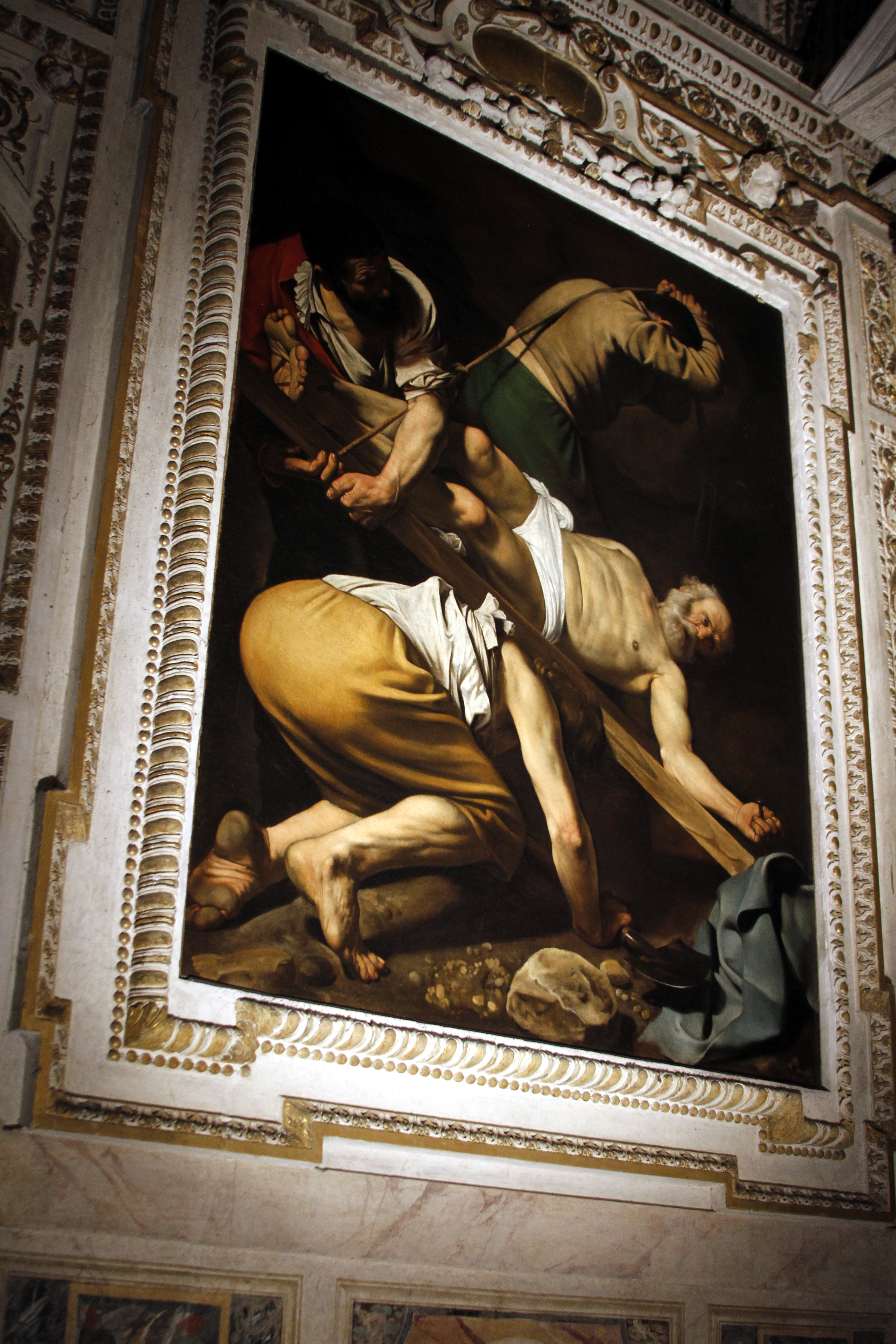
Pared lateral izquierda
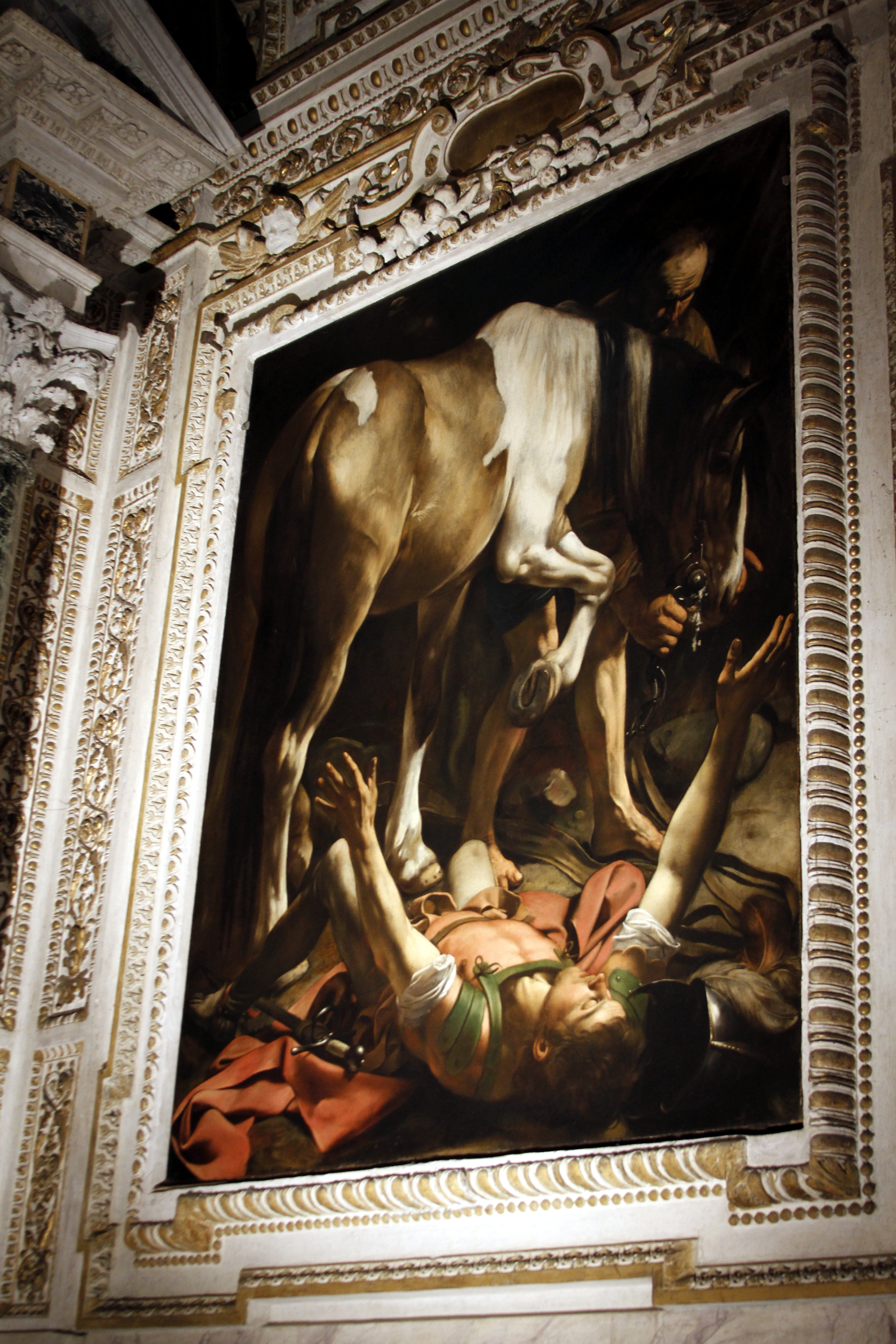
Pared lateral derecha
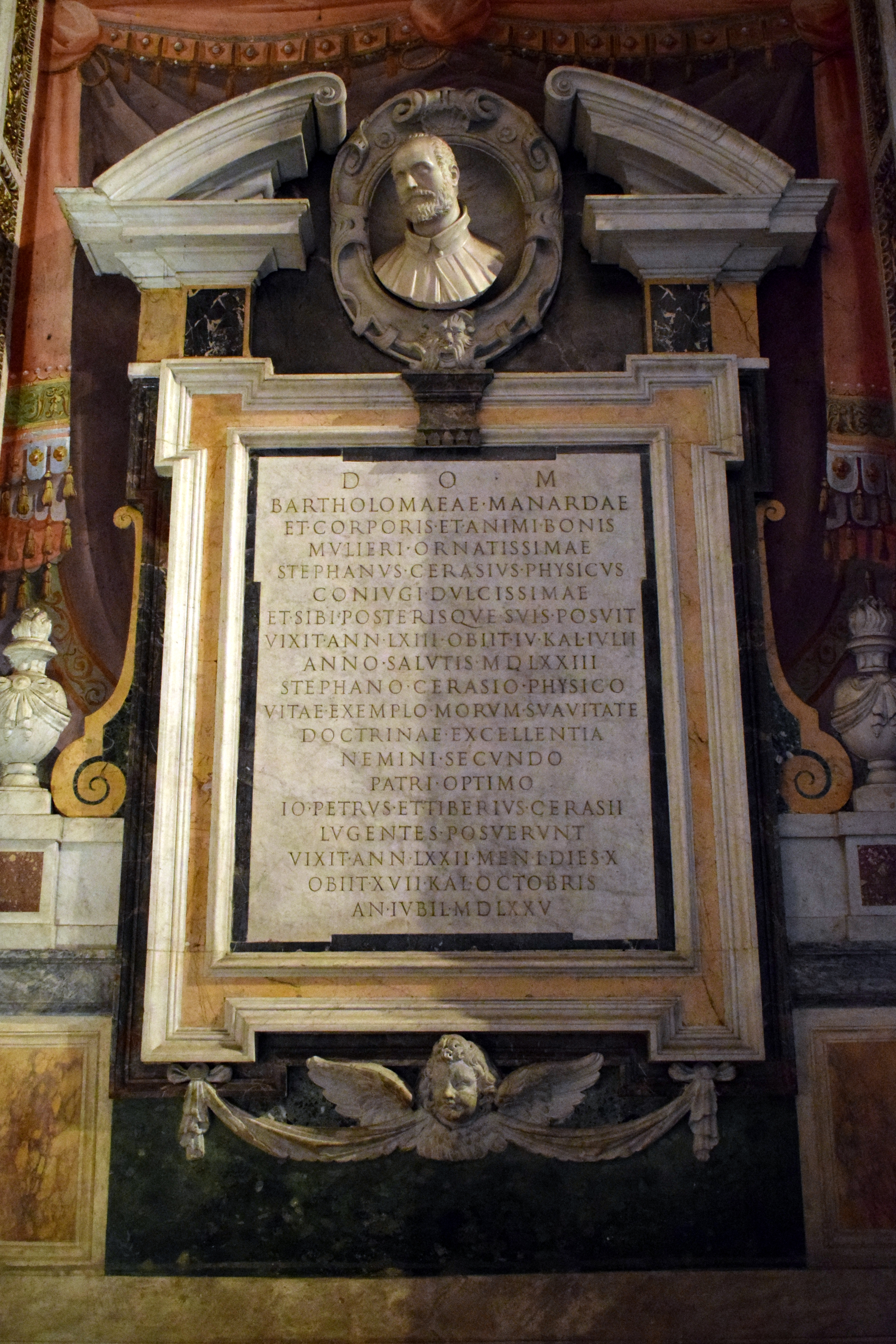
El monumento de Stefano Cerasi
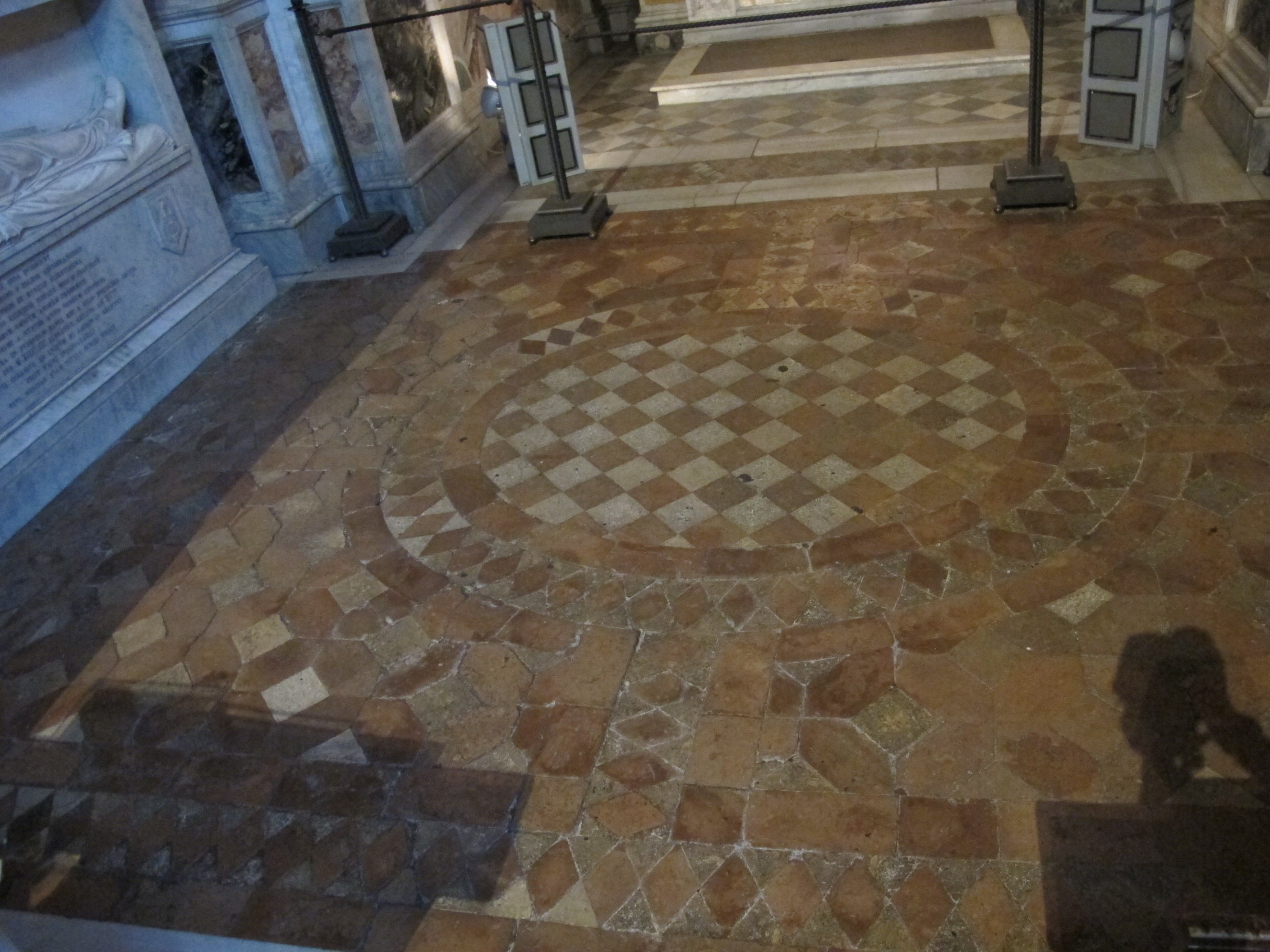
Pavimento
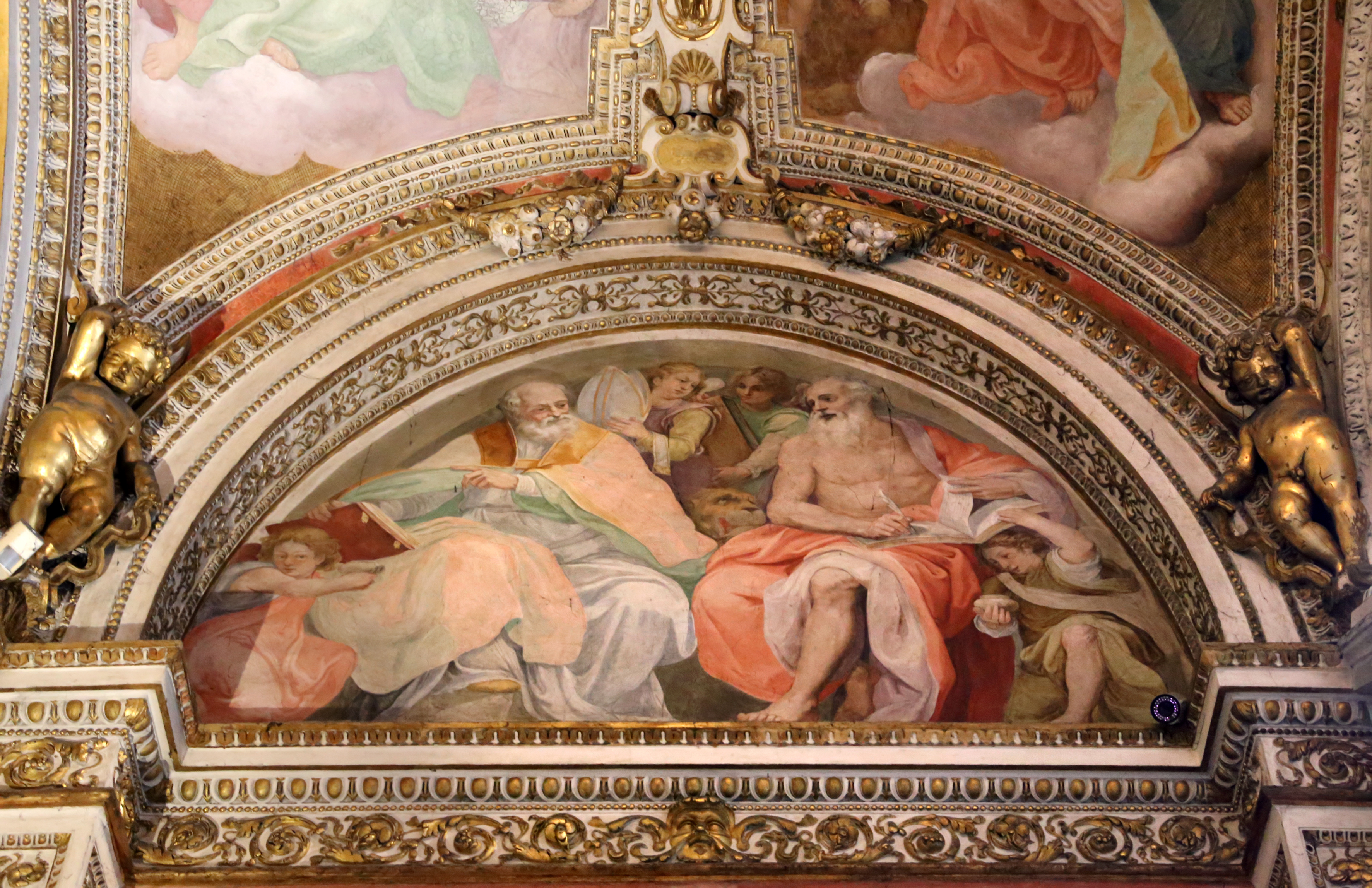
Santos Agustín y Jerónimo
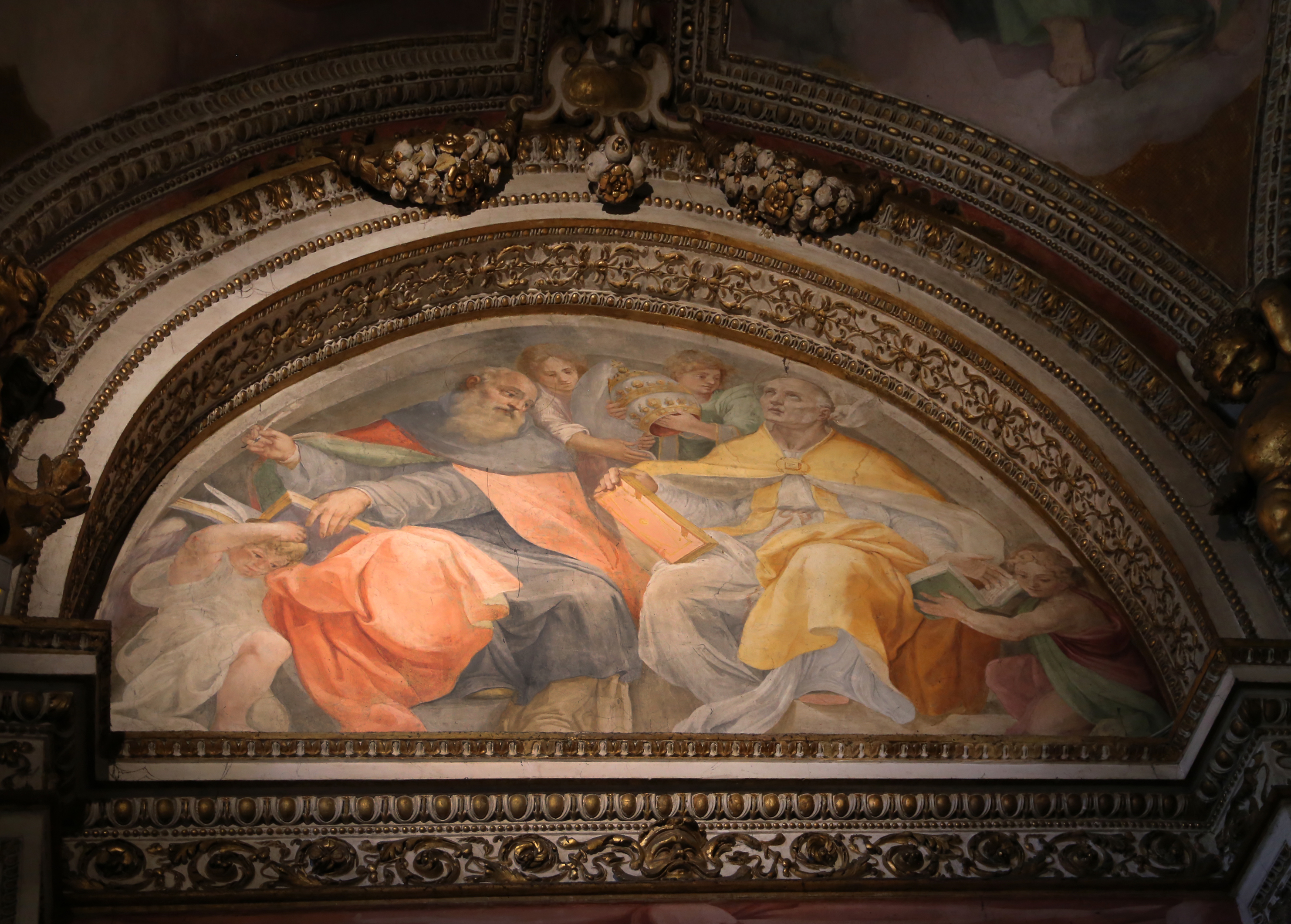
Santos Ambrosio y Gregorio Magno
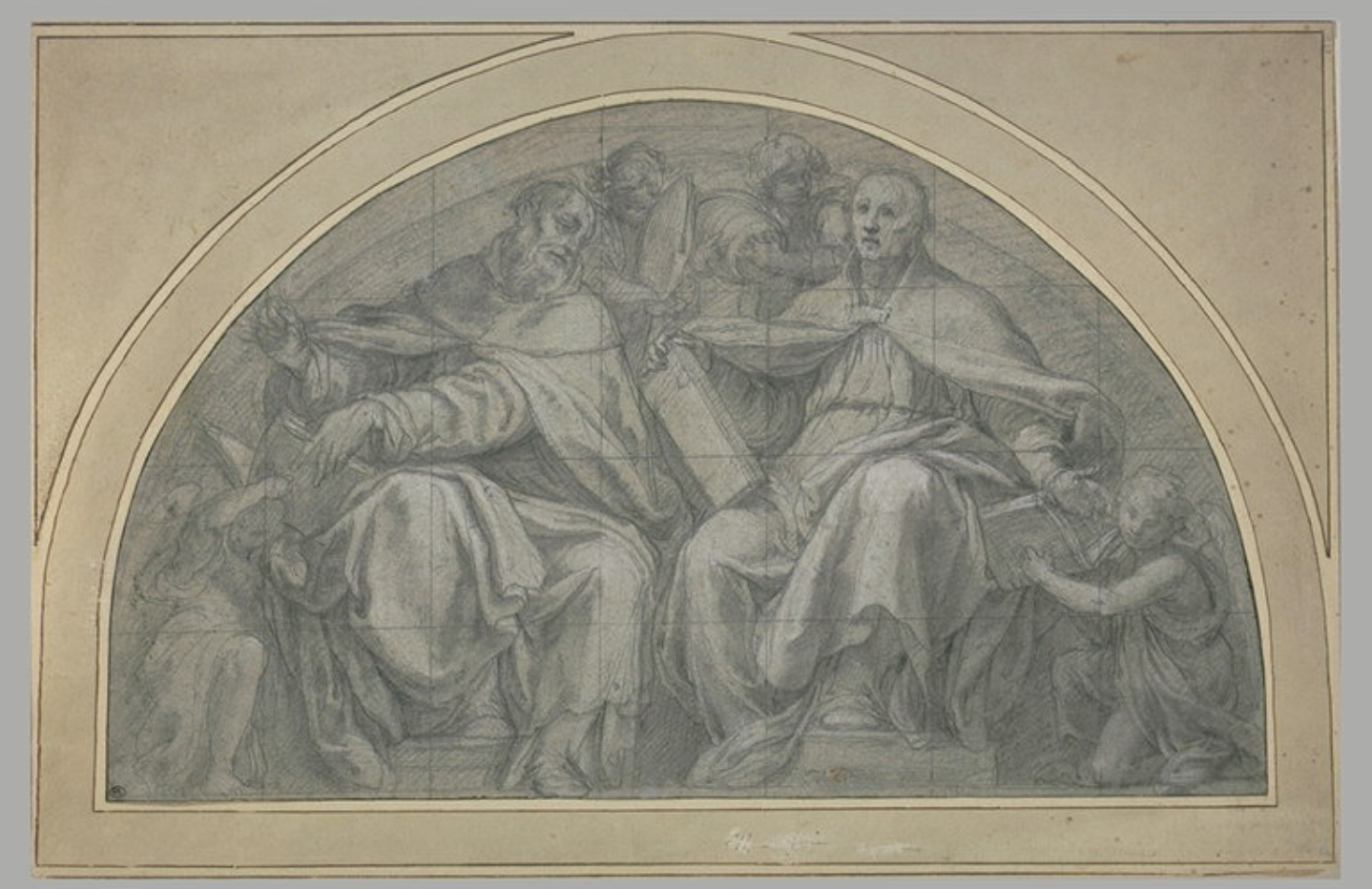
Estudio preparatorio para un cuadro de luneta
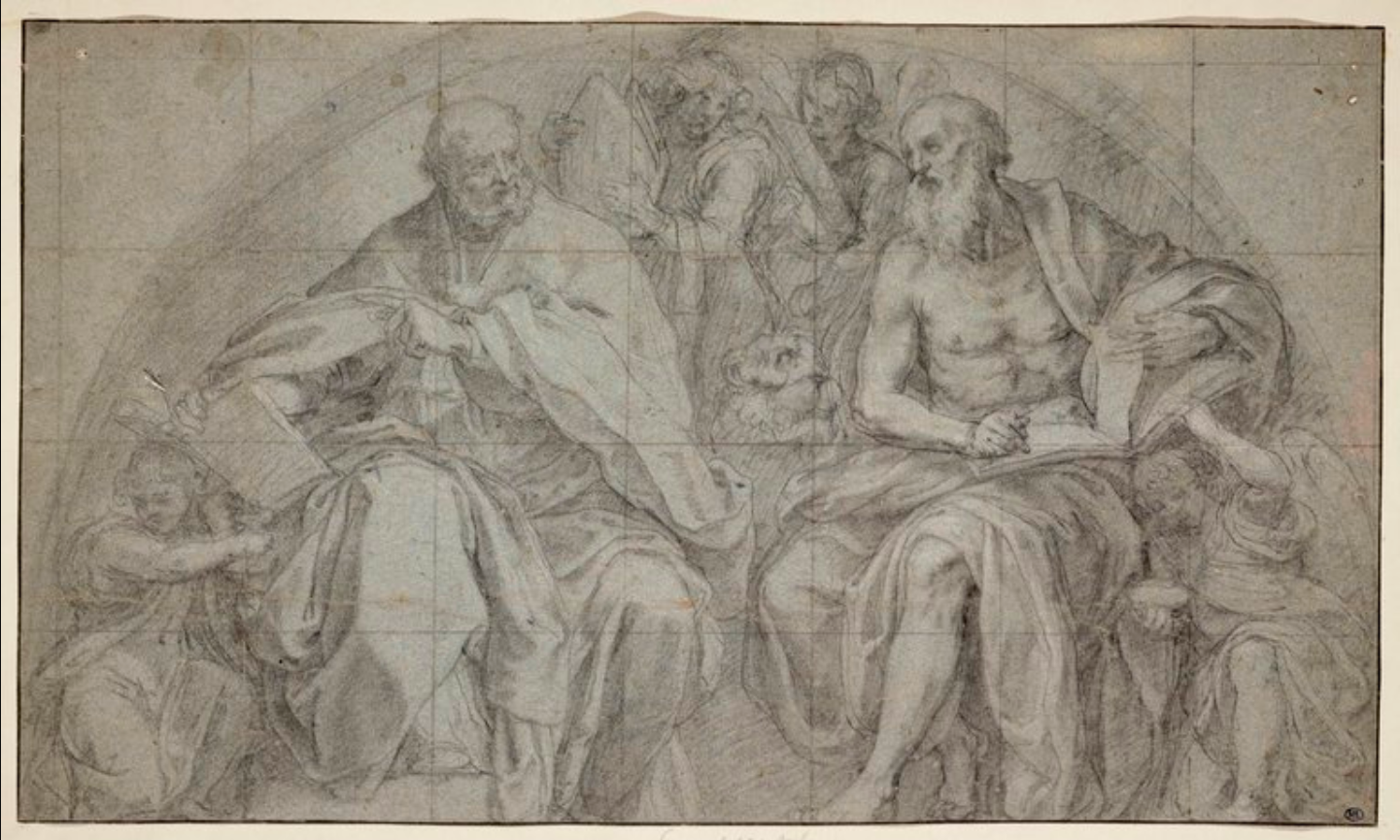
Estudio preparatorio para un cuadro de luneta
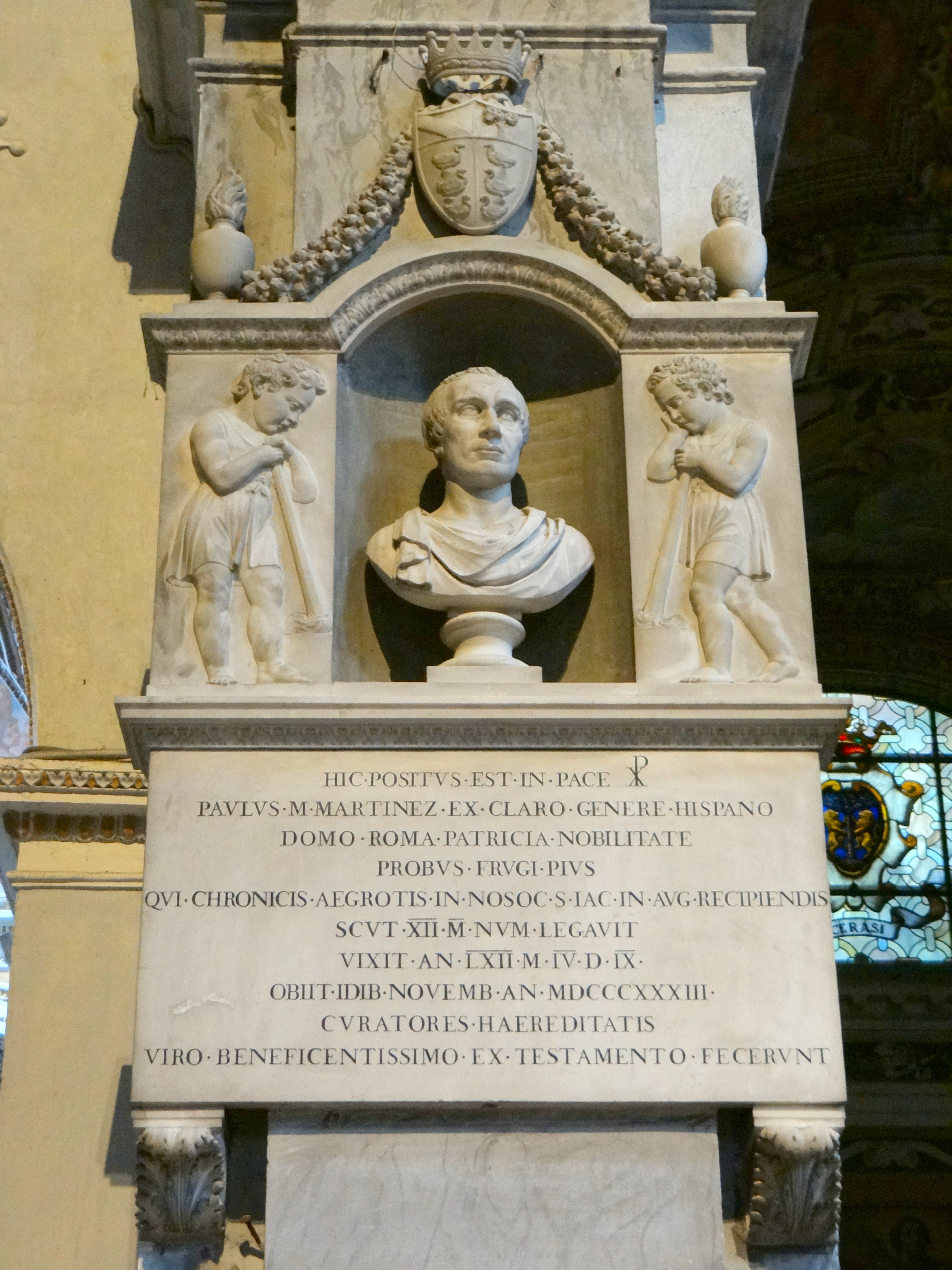
Monumento de Paolo M. Martínez, benefactor (en pilar exterior izquierdo), cuya tumba está en el pavimento de la capilla